# André (prefeito urbano)

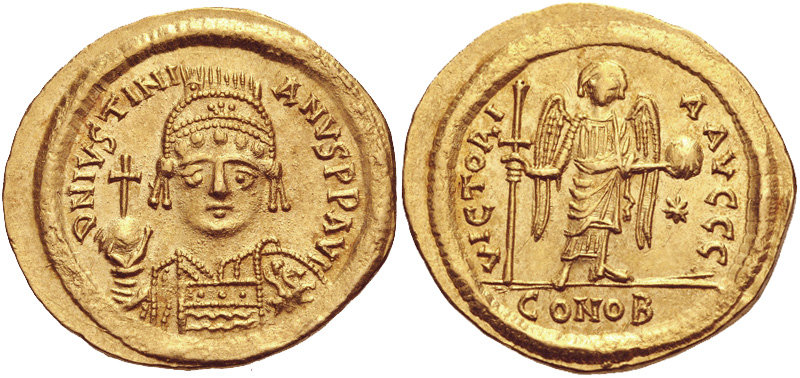
Soldo de Justiniano r.

André (em grego: Ανδρέας; romaniz.: Andréas) foi um oficial bizantino do século VI, ativo durante o reinado do imperador Justiniano (r. 527–565). Antes de 563, foi um oficial financeiro, quiçá escriniário do prefeito pretoriano ou discussor, embora seja provável que o seu posto foi uma comissão temporária para investigar as finanças duma província que estava em posse de escriniários pretorianos.
Em abril de 563, sucedeu Procópio como prefeito urbano de Constantinopla e durante seu mandato foi atacado pela facção dos Verdes próximo do Palácio de Lauso. Nesta ocasião, o Mese tornou-se palco de conflitos entre as facções. André é citado num monograma sobre um peso de vidro, provavelmente datável da época que exerceu a função de prefeito.